# Anomalochrysa peles
Anomalochrysa peles är en insektsart som beskrevs av Perkins in Sharp 1899. Anomalochrysa peles ingår i släktet Anomalochrysa och familjen guldögonsländor. Inga underarter finns listade i Catalogue of Life.